# メラニー・ボニス
メラニー・ボニス（Mélanie Hélène Bonis, 1858年1月21日 パリ - 1937年3月18日 サルセル）は、フランスの女性作曲家。メル・ボニス（Mel Bonis）名義で盛んな創作・出版活動を繰り広げるが、近年まで作曲家としてはほぼ忘れ去られていた。鍵盤楽曲と室内楽曲を中心に再評価が進み、声楽曲（宗教音楽）も再発掘されるようになった。美しく印象的な旋律が特徴的な、調的な作風を採っている。

## 名前の発音について
Bonisの読み方について、これまでBBCのある番組の放送を根拠に「ボニ」であると記述されていたが、これは誤りである。Mel Bonisのひ孫でメル・ボニス協会の会長を務めるChristine Géliotによると、Bonisのsは発音しなくてはならないということだった（筆者がメールで確認）。以下はメル・ボニスと表記する。

## 生涯
パリの小ブルジョワジーの家庭に生まれる。宗教的に比較的厳格だった両親は我が子の楽才にはほとんど無理解で、子供時代にはピアノを独学で練習した。ボニスが12歳のとき両親の友人でパリ音楽院のコルネット科教授であったアンリ・モリーの説得により両親は音楽教育を受けさせることを了承し、ボニスはこの頃より作曲を始める。16歳のとき、モリーの紹介で同じくパリ音楽院の教授であったセザール・フランクを紹介されるが、フランクはピアノのレッスンを通じてボニスの才能に気づき、一年後にパリ音楽院へ入学するように取りなす。ただし、この時も両親は非協力的な態度であったが、フランクの強い説得に折れたのであった。ボニスは伴奏、和声学、作曲のクラスを履修したが、このときの同窓生にピエルネやドビュッシーがいる。当時、作曲は女性の仕事とは考えられていなかったため、女性であることを公にしないほうが無用な差別に会わずに演奏される可能性が高かった。そのためボニスはこの学生時代に早くも中性的な偽名メル・ボニスを使い始めている。
1876年から1881年まで、作曲法をエルネスト・ギローに師事、伴奏法をオーギュスト・バジユに師事して優秀な成績を収め、学内では伴奏で二等、和声法で一等を受賞した。また、声楽のクラスでは詩人でジャーナリストであり、22歳にして既に一定の影響力を持つ音楽評論家でもあったアメデ・エティシュ（Amédé Landely Hettich）と出会う。ボニスとエティシュはたちまち恋に落ち、結婚を目論むも「芸術家同士の危険な結婚」を危惧する両親に阻まれ、ボニスは卒業を目前に実家に引き戻される。優秀な学生であったボニスの中退は、ギロー、フランク、パリ音楽院の院長を務めていたアンブロワーズ・トマといった教授陣にとっても残念な事件であった。
1883年、両親によって、25歳年上の実業家アルベール・ドマンジュと結婚させられる。ドマンジュは二度の離婚を経て既に5人の子持ちであった。ドマンジュは陽気な人物ではあったが、極めて実務的な性格で音楽には全く理解を示さなかった。結婚生活において、ボニスは1898年までに3人の子供を出産し、家事と子育てに忙殺される日々を過ごした。パリで最も高級な地区であったマルソー通りの豪邸、サルセルの地所、ノルマンディー地方のエトルタにあった別荘を行き来しつつ、成功した実業家の妻という役割をボニスは10年以上演じ続けた。
ボニスの人生を音楽に引き戻したのは、エティシュとの再会であった。エティシュはボニスを出版社に紹介し、彼の歌の学生の伴奏をボニスに頼み、自作の詩の作曲を依頼し、演奏の場に引っ張り出した。また、エティシュも既に結婚していたが、エティシュはボニスに激しく求婚した。ボニスもいまだにエティシュを愛していたが、宗教的にも厳格な考えを持っていたボニスは長年に渡ってエティシュのプロポーズを拒み続け、非常に苦しい年月を過ごす。この頃に書かれたメゾソプラノ、チェロ、ピアノのための "Elève-toi, mon âme" は、二人の密かに愛し合う気持ちを表現した曲である。しかし、遂に1899年には、ボニスはエティシュの子である4人目の子マデレーヌを産んでしまう。出産はスイスへの湯治旅行と偽ってドマンジュに隠れてなされ、子供は隠し子としてエティシュによって育てられた。ボニスはこの子の成長を常に気に掛けていたが、エティシュとの文通によって、あるいは遠くから見ることでしかマデレーヌの成長を知ることが出来ず、苦しい胸のうちを手紙に残している。
ボニスは1900年ごろから比較的家庭の束縛から自由になったこともあり、エティシュやマデレーヌに関する苦しい気持ちを作曲に向けるようになる。ボニスは作曲家協会（Société des compositeurs de musique）に加入して最も有名な作曲家に贈られる賞を二度受賞し、1910年には事務局長となった。これは女性として当時は極めて異例のことで、これによってマスネ、フォーレ、サン＝サーンスといった一流作曲家達と毎日のように一緒に仕事をするようになる。また、ボニスの作品は一流の演奏家によって一流のコンサートホールで演奏されるようになる。例えば「二台のピアノのための変奏曲」は、当時有名なピアニストであったフランシス・プランテによって演奏されたし、1904年に書かれたチェロソナタは（初演は厳密には音階練習の教則本で有名なルイ・フォイヤールのチェロとボニス自身のピアノ伴奏による1906年の演奏だが）、ルイ・フルニエとリカルド・ヴィニェスによってサル＝ベルリオーズで披露された。 "Fantaisie" はエティシュの指揮によりコロンヌ・オーケストラによってシャトレ劇場で演奏された。（エティシュ自身、この頃はパリ音楽院の教授になっており、ボニスの音楽活動には常に何らかに形で関わっていた。）この時代はボニスにとって非常に多作な時期で、代表的な作品が多く生み出されている。
第1次世界大戦が勃発するまでに、ボニスの上の子供達は結婚するなどして親の手を離れており、ボニスにとってはマデレーヌのことが気がかりであった。エティシュは既に妻と死別しており、マデレーヌは13歳の時にエティシュが実の父であると明かされてエティシュ姓を名乗るようになる。さらにマデレーヌの養母（ボニスの元女中のひとり）が死亡したため、ボニスは自分を名付け親だと名乗り、周囲にはマデレーヌを戦災孤児だと紹介した上で、マデレーヌをサルセルの自宅およびエトルタの別荘に頻繁に自宅に招待するようになった。
1918年には夫のドマンジュが死亡するが、捕虜となっていた長男エドゥアールが無事に帰還したことは良いニュースであった。しかし、間もなくエドゥアールとマデレーヌが恋に落ちるという事件が起こる。異父兄妹の道ならぬ恋を阻止するため、ボニスはマデレーヌに出生の秘密を打ち明けざるを得なかった。隠し子であるという出生の秘密は、当時は絶対に世間には言えない恥ずべき家庭の秘密と考えられ、マデレーヌは聖書に誓って絶対に口外しないことを誓わされたのである。マデレーヌは大きな心の傷を受けたが、それでも母娘の親密な関係は生涯に渡って続き、寡婦となっていたボニスとマデレーヌはマデレーヌが結婚するまで共に暮らした。生涯最後の15年、ボニスは芸術家として募る孤独と病気に脅かされながらも、いっそう作曲に励んだ。

## 作品
ボニスが遺した約300曲のうち、ピアノ曲が60曲ほど、オルガン曲が30曲ほどにのぼり、管弦楽曲は11曲がある。全部で20曲ほどの室内楽曲では、代表的なものでは2つのピアノ四重奏曲（第1番はサン＝サーンスを感動させた）のほか、弦楽四重奏曲、七重奏曲、ヴァイオリン・ソナタ、チェロ・ソナタ、フルート・ソナタが1曲ずつある。宗教的な声楽作品は25曲である。
ボニスの作品は、ほぼ60年間の忘却を経て、ようやく20世紀末に再び注目されるようになった。作品の大部分はボニスの生前に、アルフォンス・ルデュックやマックス・エシグなどの著名なフランスの出版社によって出版されているが、そのほとんどに「メル・ボニス」という偽名を載せている。当時は女性芸術家が、自作に自らの名をほとんど記さなかったためである。作風は、セザール・フランクに従った後期ロマン派音楽から出発して、しだいに印象主義音楽の影響を受けるようになった。